# Fernand Sastre

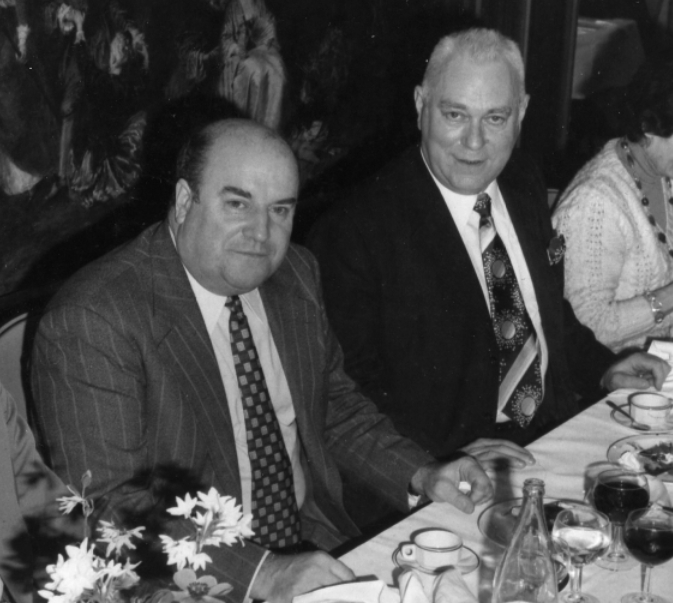
Fernand Sastre (links) mit François Jouvenet

Fernand Sastre (* 1. Oktober 1923 in Kouba (Algerien); † 13. Juni 1998) war ein französischer Fußballfunktionär. Er war Präsident des Französischen Fußballverbandes (FFF) und Mitorganisator der Fußball-Weltmeisterschaft 1998. Das Leistungszentrum Clairefontaine trug lange Zeit seinen Namen.
Sastre, der im Hauptberuf Beamter war, begann seine Funktionärslaufbahn 1946 beim Fußballverein RC Kouba seines Heimatortes. Über mehrere Stationen in Algier und Paris wurde er 1969 Generalsekretär der FFF. In dieser Funktion reformierte er zusammen mit Henri Patrelle den französischen Fußball, indem er die Trennung zwischen Amateurfußball und Profifußball aufhob. Präsident der FFF war er von 1972 bis 1984. In dieser Zeit stieg die Zahl der aktiven Mitglieder von 800.000 auf 1.700.000. Er setzte sich auch für die Errichtung eines nationalen Leitungszentrums ein; die Standortauswahl zugunsten von Clairefontaine-en-Yvelines fiel noch in seine Präsidentschaft. 
Sastre war die treibende Kraft hinter der Bewerbung Frankreichs für die Weltmeisterschaft 1998. Zusammen mit Jacques Lambert und Michel Platini war er im Organisationskomitee auch für die Durchführung der WM verantwortlich. Er starb während der Weltmeisterschaft, am 13. Juni 1998. Am 17. Juli 1998, fünf Tage nach dem WM-Sieg, wurde das Leistungszentrum Clairefontaine nach ihm benannt (Centre technique national Fernand-Sastre). Am 22. Februar 2002 wurde auf dem Gelände von Clairefontaine eine Büste des Namensgebers eingeweiht.